# غابة هومايتا الوطنية
غابة هومايتا الوطنية (بالبرتغالية: Floresta Nacional de Humaitá‏) هي غابة وطنية تقع في ولاية الأمازون بالبرازيل.